# E74

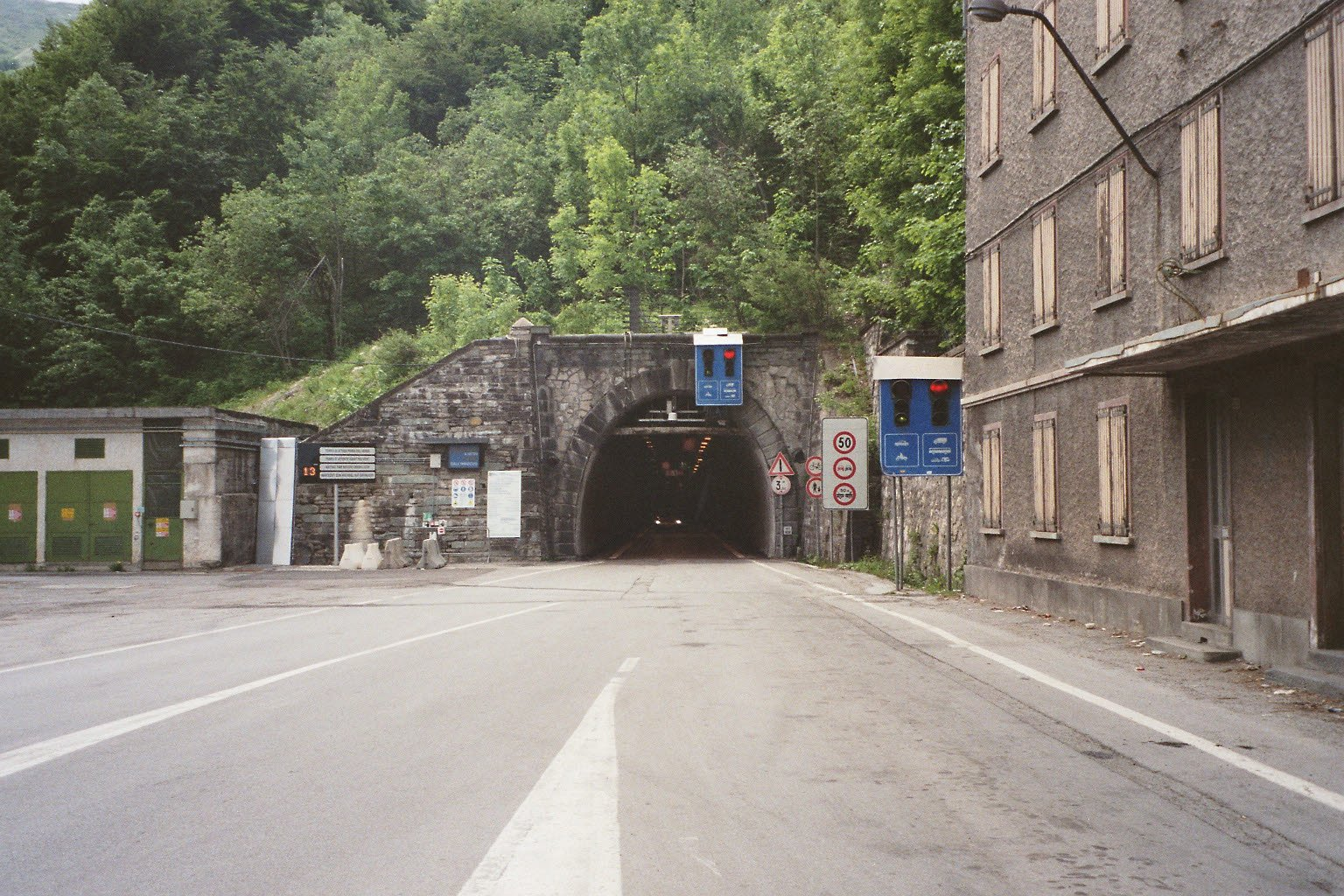
En tunnel i Italien nära gränsen.

E74 eller Europaväg 74 är en 240 km lång europaväg som börjar i Nice i Frankrike och slutar i Alessandria i Italien.

## Sträckning
Nice - (gräns Frankrike-Italien) - Ventimiglia - (gräns Italien-Frankrike) - Tende -  (gräns Frankrike-Italien) - Cuneo - Asti - Alessandria

## Standard
E74 är landsväg längs i stort sett hela sträckan.

## Anslutningar
| - E80 - E717 |  | - E70 - E25 |